# Gymnopilus castaneus
Gymnopilus castaneus là một loài nấm thuộc họ Cortinariaceae.